# Tavolara
Tavolara je vápencový ostrov v Tyrhénském moři, leží asi 15 km východně od sardinského přístavu Olbia. Má rozlohu 5,9 km², nejvyšší bod leží 565 metrů nad mořem. Žije na něm okolo dvaceti lidí. Část ostrova zabírá radarová základna NATO. V jeskyních na pobřeží lze vidět neolitické nástěnné malby. Ve vodách kolem ostrova byla roku 1997 vyhlášena chráněná oblast, vyskytuje se zde tuleň středomořský nebo kyjovka ušlechtilá. Od roku 1991 hostí Tavolara každoročně filmový festival Una notte in Italia.

## Království Tavolara
Místní rodina Bertoleone prohlásila Tavolaru svým královstvím, v roce 1836 Karel Albert Sardinský ústně potvrdil jeho nezávislost. Existence království byla víceméně tolerována, pokud nikomu nepřekáželo; na druhou stranu, když byla v roce 1962 zřízena vojenská základna, nikdo se „vládců“ Tavolary neptal na souhlas. Od roku 1993 se za krále prohlašuje Tonino Bertoleone, majitel místní restaurace.

## Fotogalerie

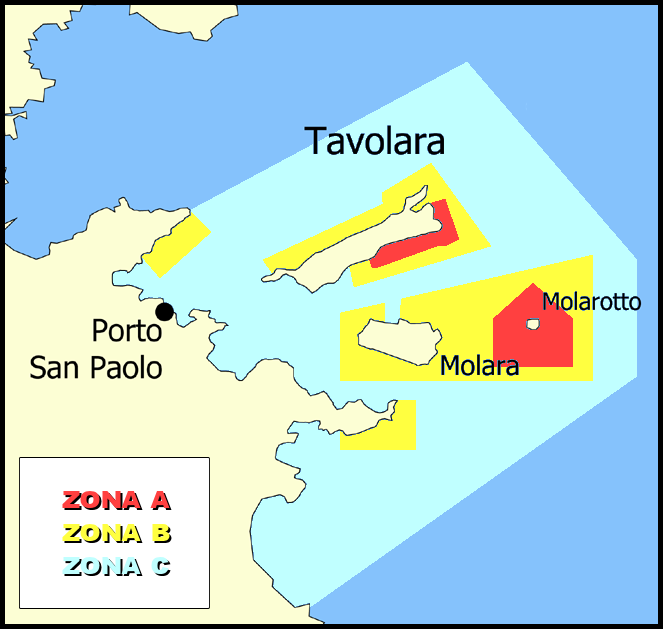
Mapa chráněného území
Vlajka Tavolarského království
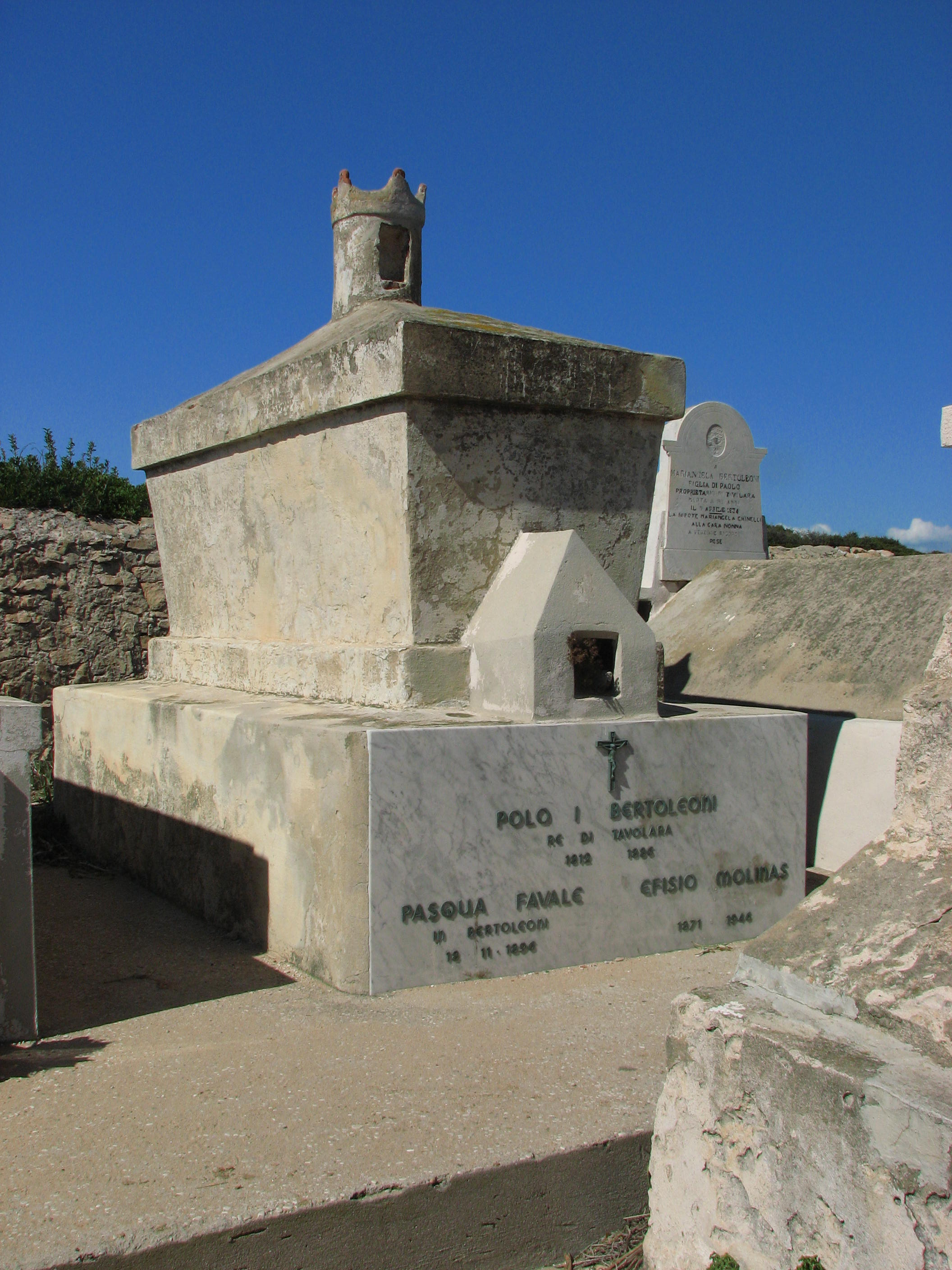
Královská hrobka
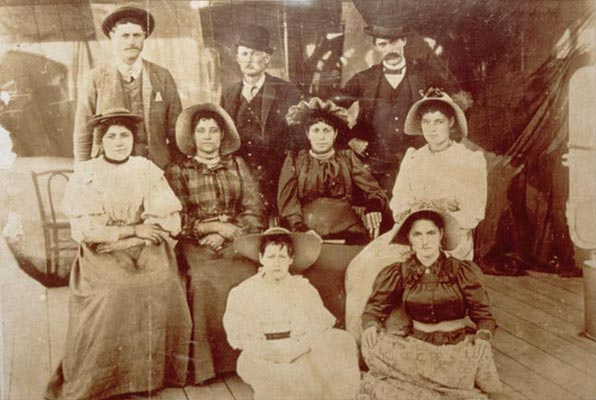
Královská rodina
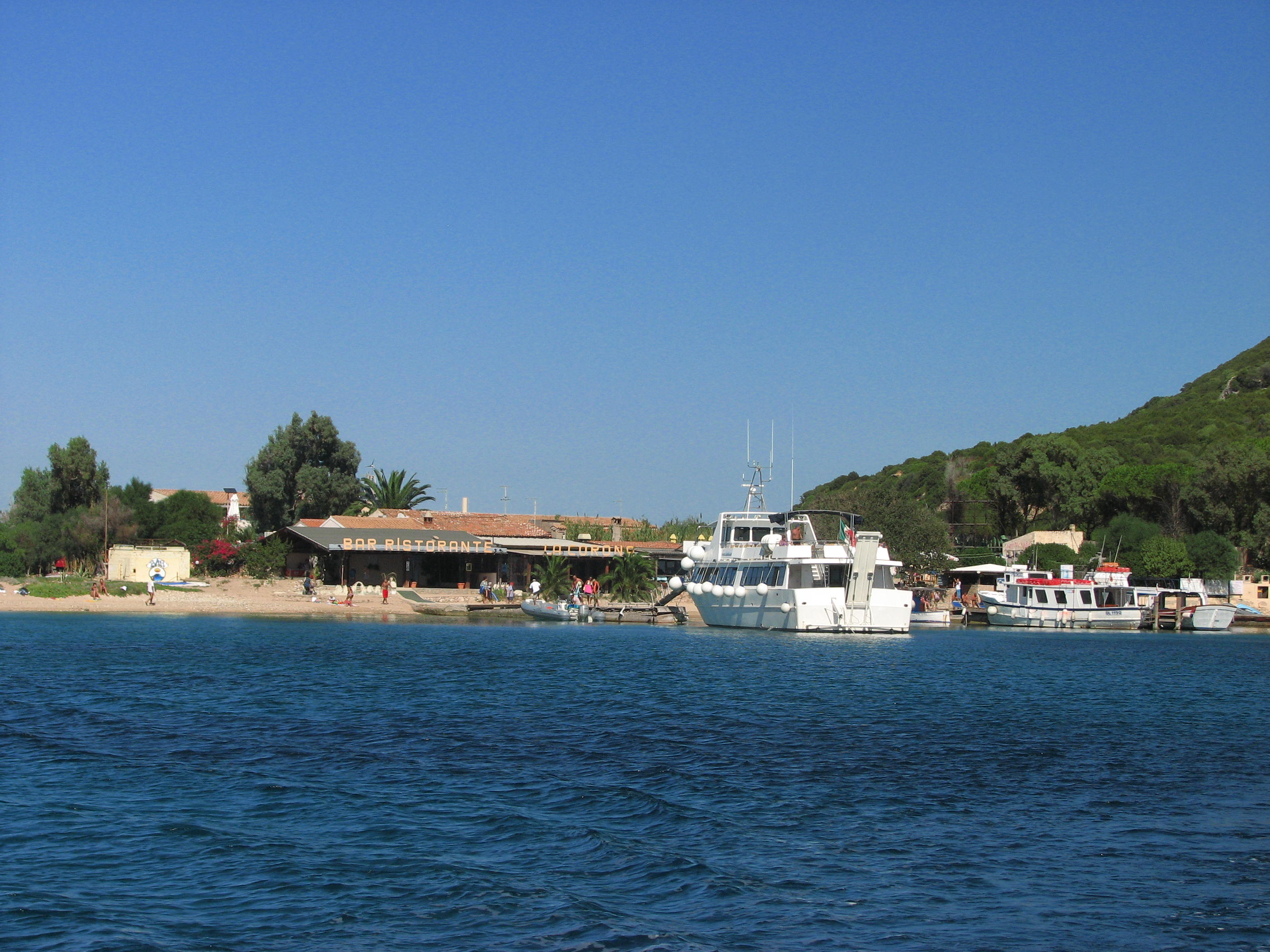
Přístav s restaurací